# 순정효황후
순정효황후 윤씨(純貞孝皇后 尹氏, 1894년 9월 7일(음력 8월 20일) ~ 1966년 2월 3일)는 대한제국의 황후이자 한국사의 마지막 황후이다. 대한제국 순종의 계후이며, 일제강점기의 이왕비, 이왕대비로 칭해졌다.

## 생애
1894년(개국 503년) 9월 19일(음력 8월 20일), 경기도 양평군 서종면 문호리의 외가에서 아버지 윤택영과 어머니 기계 유씨의 장녀로 출생하였다.
1904년(광무 8년), 당시 황태자비였던 순명효황후 민씨가 사망하자 1907년(광무 11년) 1월 24일, 12세의 나이로 황태자비에 책봉되었다. 이때 아버지 윤택영과 서시모 순헌황귀비 엄씨 사이에 거액의 뇌물이 오갔다는 풍설이 돌았다. 그 해 부군인 황태자 순종이 황제로 즉위함에 따라 그녀도 황후가 되었다.
경술국치 당시 순정효황후는 1910년 병풍 뒤에서 어전 회의를 엿듣고 있다가 친일 성향의 대신들이 순종에게 한일병합조약의 날인을 강요하자, 국새(國璽)를 자신의 치마 속에 감추고 내주지 않았는데, 결국 백부 윤덕영에게 강제로 빼앗겼고, 이후 대한제국의 국권은 일제에 의해 피탈되어 멸망을 맞게 되었다는 이야기가 널리 처져있었다. 그런데 박종인 기자를 비롯한 몇몇 사람들은 순정효황후의 국새 이야기를 거짓이라고 이야기하고 있다. #
순종의 지위가 이왕(李王)으로 격하되었으므로 그녀도 이왕비(李王妃)가 되어 창덕궁 대조전(大造殿)에서 머물렀으며 1926년 4월, 순종이 사망하자 대비(大妃)로 불리며 창덕궁 낙선재(樂善齋)로 거처를 옮겼다.

### 광복 이후
해방 이후에는 1947년 신적강하 조치되어 이왕대비에서 평민으로 전락하였다.
1950년 한국 전쟁이 일어나자, 창덕궁에 남아 황실을 지키고자 하였으며 궁궐에 들이닥쳐 행패를 부리는 조선인민군을 당시 57세의 나이에도 불구하고 크게 호통을 쳐서 내보냈다는 일화가 있을 정도로 순정효황후는 두려움을 모르는 여걸(女傑)이었다. 그러나 이듬해인 1951년 대한민국의 전세가 급박해지자 미군에 의해 피난길에 오르게 되었다. 궁핍한 생활을 전전하던 끝에 1953년 한국휴전협정으로 전쟁이 중단되자 바로 환궁하려 하였으나, 제1공화국의 대통령 이승만이 순정효황후에 대한 민심을 두려워하여 환궁을 방해하였기 때문에, 정릉의 수인제(修仁齊)로 거처를 옮겨야 했다.
1959년에는 비구니로 불교에 귀의하여 대지월(大智月)이라는 법명을 얻었고, 이듬해 1960년, 전(前) 구황실사무총국장 오재경(吳在璟)의 노력으로 환궁에 성공하였고, 이후 일본에서 귀국한 덕혜옹주 및 의민태자 일가와 함께 창덕궁 낙선재에서 지내며 독서와 피아노 연주로 소일하였다.
죽는 그 순간까지 온화한 성정과 기품을 잃지 않았던 순정효황후는 대한제국의 마지막 황후로서, 당당함과 냉철함으로 황실을 이끌어 많은 이들의 존경을 받았다. 평생 영어 공부를 게을리 하지 않았으며, 그 실력은 타임지를 읽어낼 정도였다고 전한다.

## 최후
1966년 2월 3일, 창덕궁의 낙선재 석복헌(錫福軒)에서 향년 73세를 일기로 사망하였다. 사인은 심근경색이다.

### 유서
| “ | 남은 여생을 오직 불존에 귀의하여 세월을 보내는 중 뜻하지 않던 6.25 동란을 당하여 한층 더 세상이 허망함을 느끼었던 중 내 나이 칠십여세 되어오니 불(佛) 세계밖에 갈 곳 없어 내 뜻을 표하노니 생전에는 재산이 없어 마음대로 못함이 허다하나 사후에 일만은 내가 결정하니 뜻을 받들어 처리해주면 나에게 보답하는 길이요, 생전 낙선재에서 세월을 흘리었으나 내 뜻은 그것이 아니었으니 형편에 따라 장례의 일은 하되 불교식으로 간단히 하며 염불소리 이외에는 조용히 하며 소리내어 우는 자는 내 뜻을 어기는 자이며 (중략) 내게 돌아오는 재물이 있거든 그것으로 수족같이 부리던 상궁들의 조반 석죽이라도 마련해주고, 재차 말하노니 부디 낙선재에는 고연할 생각말기를 심심부탁하며, 차후에라도 욕됨이 없게 처리 잘하기 부탁하나니. | ” |
|   | — 을사년(1965년) 춘절, 순종 윤황후 |   |

### 사후

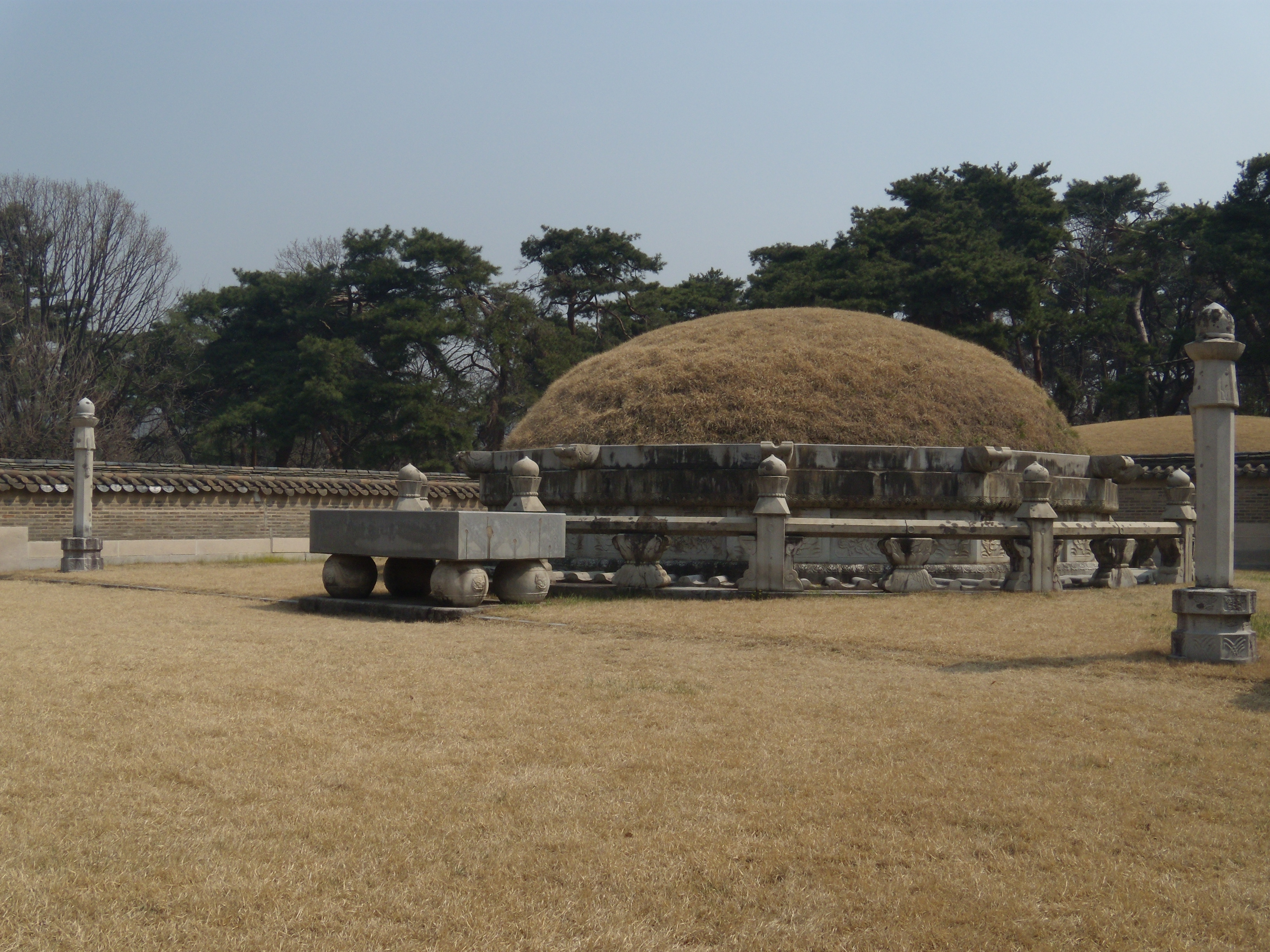
순종과 순정효황후의 합장릉인 유릉

2월 13일, 경기도 양주군 미금면 금곡리(현재의 경기도 남양주시 금곡동)에 있는 유릉(裕陵)에 순종과 합장되었다.
말년에 애용하던 토스터와 커피 포트를 관에 부장품으로 넣었다. 시호는 헌의자인순정효황후(獻懿慈仁純貞孝皇后)이며, 전주이씨대동종약원에서 올린 사시(私諡)이다.

## 가족 관계
| - 아버지 : 해풍부원군 윤택영(海豊府院君 尹澤榮, 1876~1935) - 어머니 : 경흥부부인 기계 유씨(慶興府夫人 杞溪 兪氏, 1876~1936) - 오빠 : 윤홍섭(尹弘燮, 1893~1955) - 여동생 : 윤희섭(尹喜燮, 1905~ ?) - 유억겸(兪億兼)과 혼인 - 남동생 : 윤의섭(尹毅燮, 1912~1966) | - 시아버지 : 고종(高宗, 1852~1919) - 시어머니 : 명성황후 민씨(明成皇后 閔氏, 1851~1895) - 남편 : 순종(純宗, 1874~1926) |

## 순정효황후가 등장하는 작품

### 드라마
- MBC 대하드라마 《대원군》(1990년, 배우 : 장서희)
- NHK 2부작 드라마 《무지개를 이은 왕비》(2006년, 배우 : 장주연)

### 영화
- 《마지막 황후 윤비》(1966년, 배우 : 김지미)
- 《덕혜옹주》(2016년, 배우 : 송서하)

## 사진

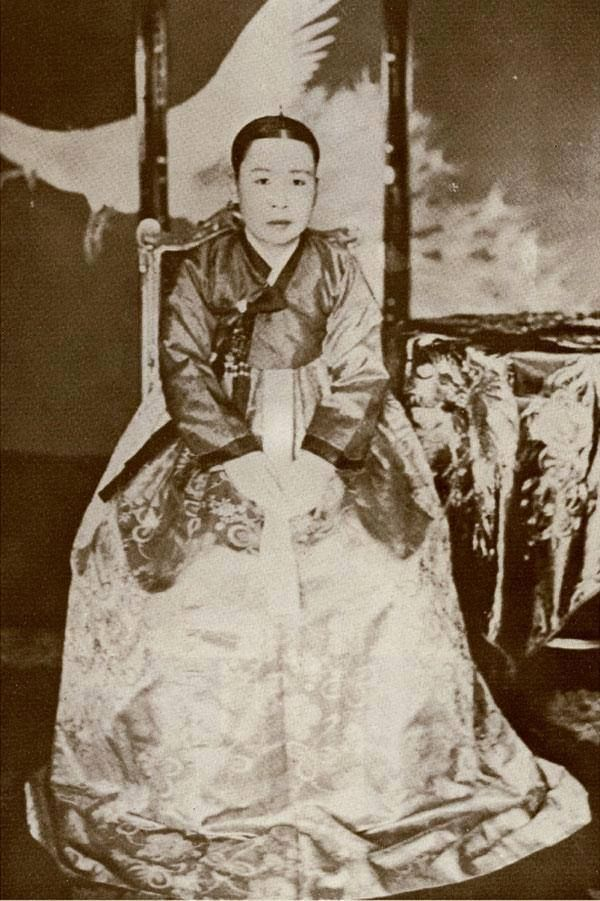
1930년의 순정효황후
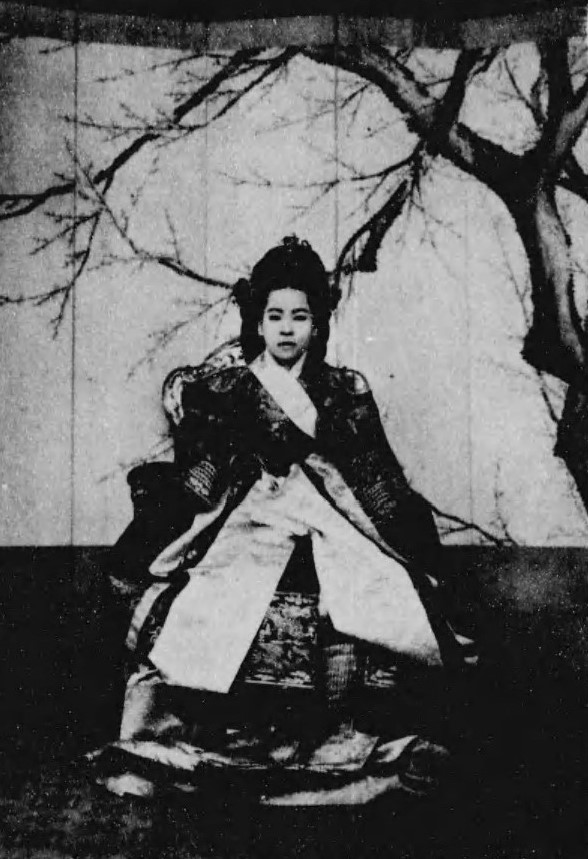
순정효황후
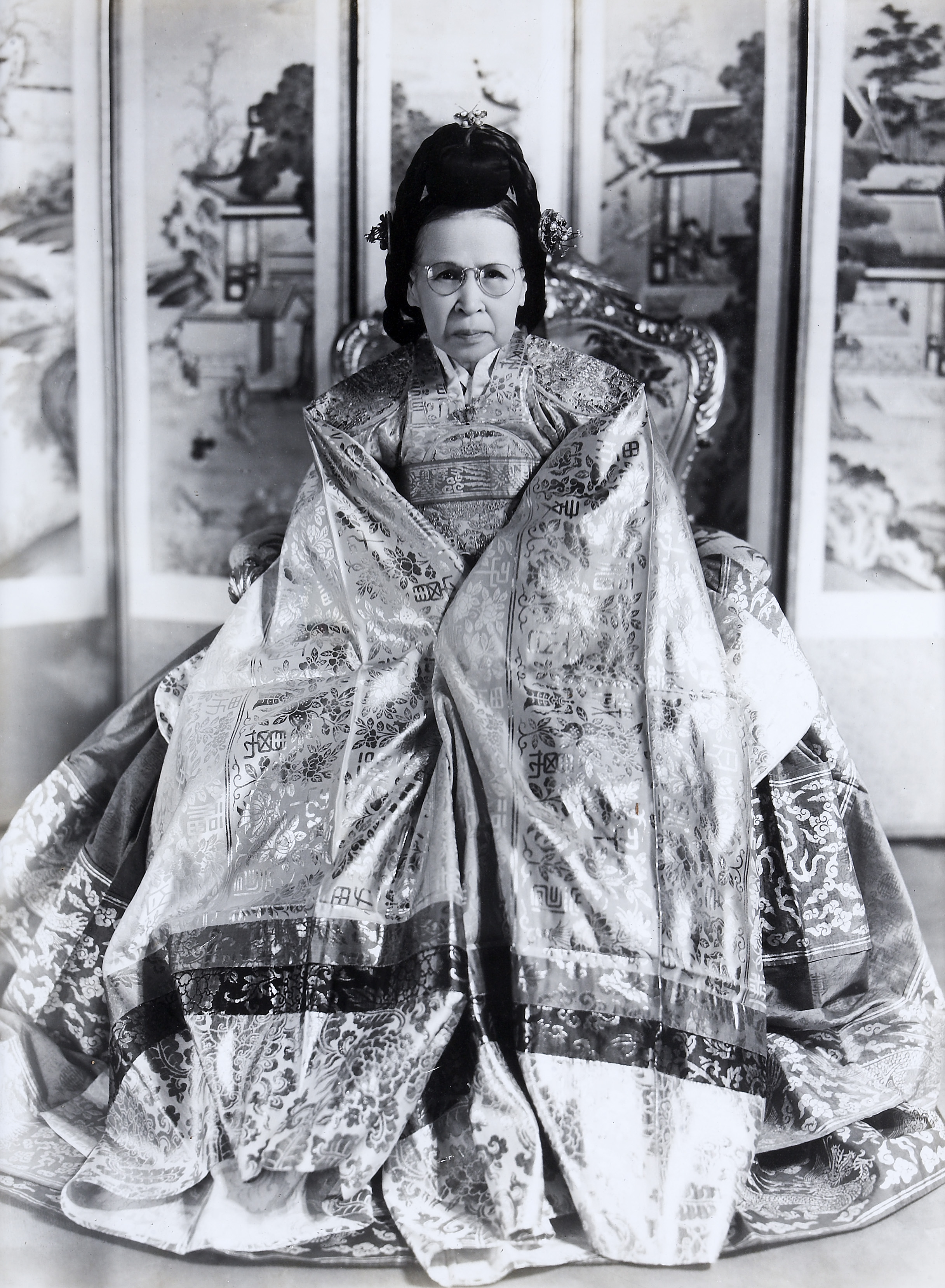
노년의 순정효황후
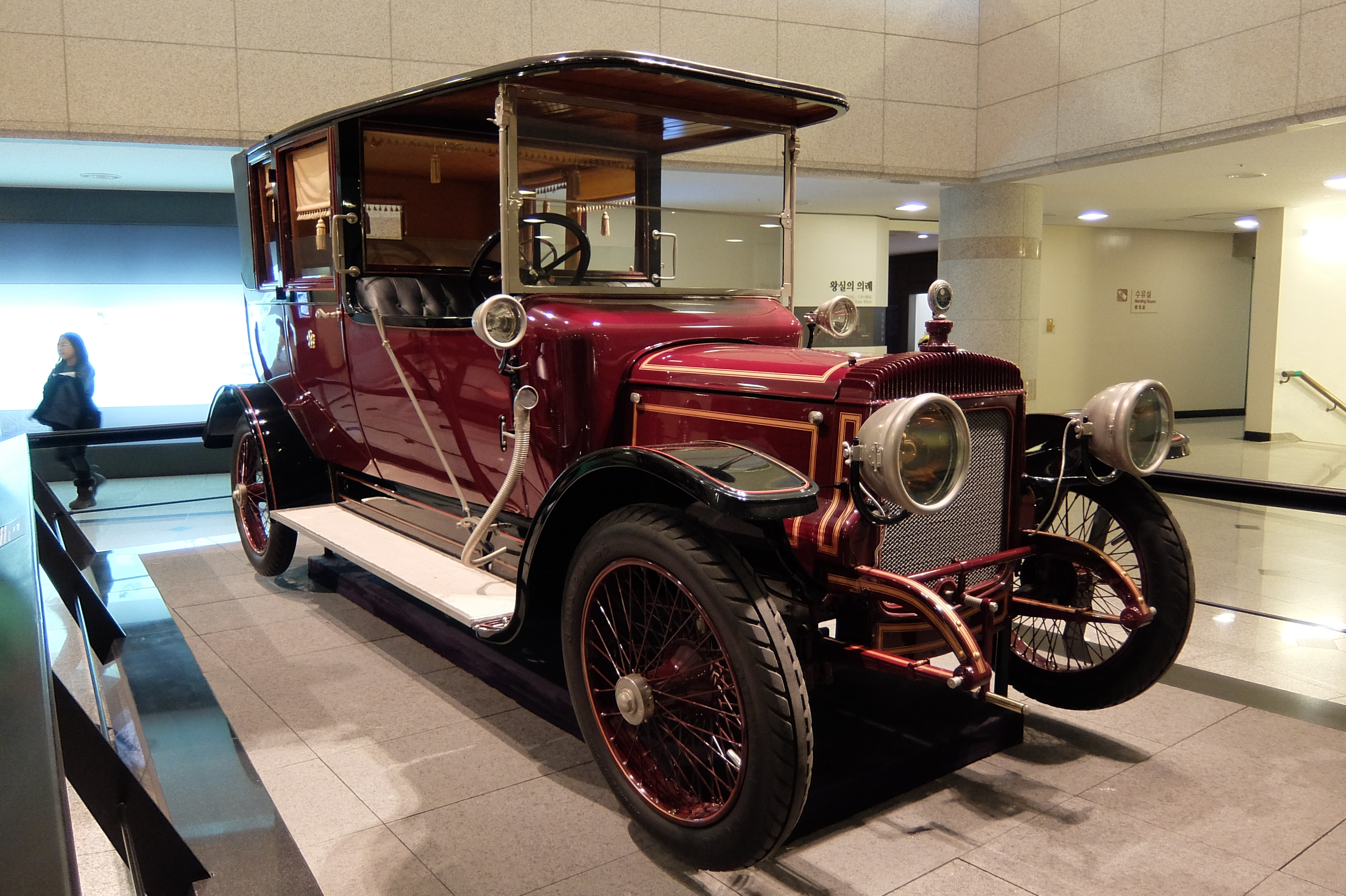
순종황후어차

## 같이 보기
- 대한제국
- 한국의 역사
- 대한제국 황실